# KkStB 65
Die Dampflokomotive kkStB 65 war eine Tenderlokomotive der kkStB, die nach einem Vorschlag von Johann Rihosek durch Umbau aus der veralteten Schlepptender-Güterzuglokomotive 34.29 im Jahr 1901 in der Werkstätte Knittelfeld entstand. Sie behielt den Außenrahmen und die Innensteuerung sowie den Kessel der ursprünglichen Lokomotive. Letzterer wurde etwas höher gesetzt, auch wurde eine Vakuumbremse eingebaut. Der Umbau war zwar technisch gelungen, bewährte sich aber wegen des hohen Kohlenverbrauchs wirtschaftlich nicht, sodass bei den kkStB keine weiteren Umbauten dieser Art nachfolgten.
Nach dem Ersten Weltkrieg kam sie nach Jugoslawien.